# Castelló de Farfanya
Pour les articles homonymes, voir Castelló.
Castelló de Farfanya est une commune de la comarque de la Noguera dans la province de Lleida en Catalogne.